# 楊昌濬
楊昌濬（1825年—1897年），字石泉，號鏡涵，別號壺天老人，湖南湘鄉（今娄底市娄星区大埠桥街道）人。清朝官員，晚清军事将领。

## 生平
早年隨羅澤南訓練團練，出援湖北，敘功授為訓導。從征安徽、江西，屢有戰功，遷知縣。同治元年（1862年），隨左宗棠入浙。浙西平定後，遷浙江鹽運使，累擢浙江布政使。同治八年，署浙江巡撫。同治九年，實授浙江巡撫。
光绪元年（1875年），因楊乃武與小白菜案遭削職。光緒四年，起復，幫辦新疆軍事。七年，甘肅布政使。九年至漕運總督。光绪十年，中法戰爭爆發，法軍進攻福建，清廷命左宗棠為欽差大臣主軍務，楊昌濬幫辦。閩浙總督何璟以不諳兵事，自請解職，遂命楊昌濬代為閩浙總督，任內曾偵查臺灣巡撫劉銘傳與臺灣兵備道劉璈互劾案。光緒十四年，任陝甘總督，署福州將軍並副都統。光緒二十年（1894年），授太子太保。因督戰不力，部下以槍械資敵，遂釀成湟中河州、狄道大亂，罷官。光緒二十三年，卒。追赠太子太傅。《清史稿·列傳二百三十四》卷447有传。
著有《兩浙鹽法續纂備考》（1874）、《五好山房詩稿》，修《重修皋蘭縣志》30卷。为俞樾的《春在堂詩編》作序。

## 延伸阅读
[在维基数据编辑]
 《清史稿·卷447》，出自趙爾巽《清史稿》